# Tóbis Portuguesa
Tóbis Portuguesa war eine portugiesische Film-Produktionsgesellschaft. Die Gesellschaft wurde 1932 in Lissabon gegründet, mit Hauptsitz an der zentralen Avenida da Liberdade und Studios in der Stadtgemeinde Lumiar. Die Tóbis Portuguesa spielte eine entscheidende Rolle bei der Entwicklung des Portugiesischen Kinos und blieb bis 2012 aktiv, zuletzt vor allem als Filmstudio und Dienstleister für alle Entstehungsschritte von Fernseh- und Filmproduktionen.
Während des Zweiten Weltkriegs hieß sie Mitte der 1940er Jahre einige Zeit lang nur Companhia Portuguesa de Filmes, um Verwechslungen mit der nazideutschen Tobis Filmkunst GmbH und alliierten Boykotten zu entgehen.
Regisseur Manuel Mozos drehte 2010 mit Tóbis Portuguesa eine Dokumentation über Geschichte und Schicksal des Unternehmens.

## Geschichte
Die Tóbis Portuguesa wurde mit staatlicher Hilfe von einer Kommission Filmschaffender (darunter Chianca de Garcia) am 3. Juni 1932, als Aktiengesellschaft mit einem Kapital von 1. Mio. Escudos gegründet, unter dem Namen Companhia Portuguesa de Filmes Sonoros Tobis Klangfilm (portugiesisch für „Portugiesische Fonfilmgesellschaft Tobis Klangfilm“), kurz Tóbis Portuguesa. Sie war als portugiesischer Arm des europäischen Studionetzwerkes rund um das deutsch-niederländische Tobis-Tonbild-Syndikat entstanden, das ab 1927 aus der Anstrengung geboren wurde, die US-amerikanische Vorherrschaft im neu aufkommenden Tonfilm in Europa zu brechen. Auf dem Gelände der früheren Filmgesellschaft Caldevilla Filmes auf der Quinta das Conchas in der Stadtgemeinde Lumiar entstand ein neues Studio, das dank der Kooperation mit der deutschen Tobis Klangfilm mit der neuesten Technik ausgestattet wurde.
Zur Förderung des neuen Mediums beschloss zwei Monate später die semi-faschistische Estado Novo-Regierung Portugals per Gesetzbeschluss die dauerhafte Steuerbefreiung der Tóbis Portuguesa und verpflichtete die Filmimporteure des Landes zur Abnahme einer Mindestzahl an Filmmetern des neuen Unternehmens zur Vorführung im Inland.

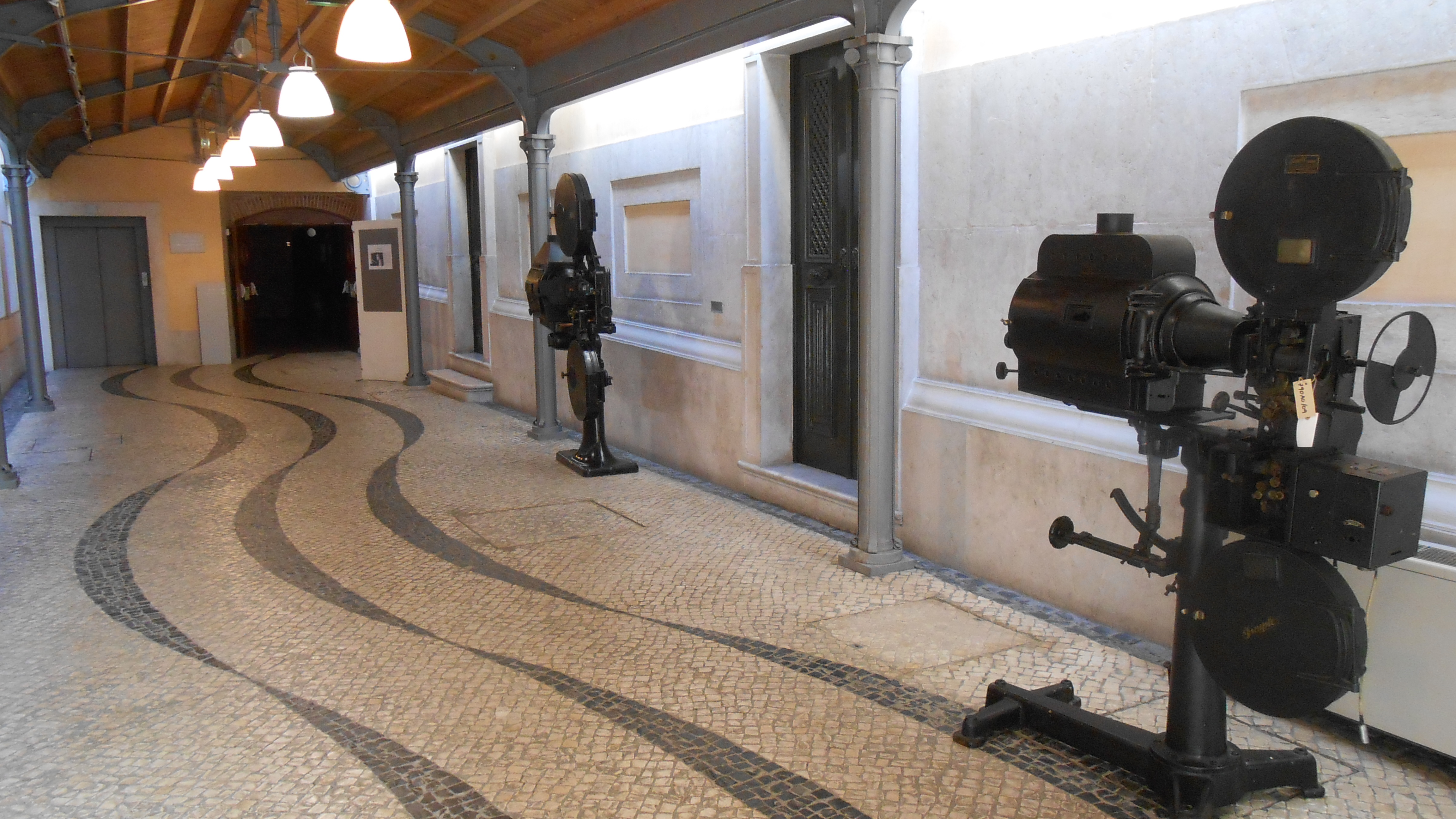
Alte Ausstattungsgegenstände der Tóbis Portuguesa im Eingangsbereich der Cinemateca Portuguesa.

Nachdem der erste Tonfilm in Portugal zum Teil noch die Hilfe ausländischer Studios benötigte (A Severa, 1931), ermöglichte die Tóbis nun regelmäßige Tonfilmproduktionen, die vollständig in Portugal erfolgen konnten. Der Architekt Cottinelli Telmo, der auch an den ersten Studio-Bauten der Tóbis beteiligt war, wagte sich 1932 an die Herstellung des ersten vollständig in Portugal produzierten Tonfilms. Der sorgsam vorbereitete und gelungen inszenierte Film „Das Lied von Lissabon“ (A Canção de Lisboa) lehnte sich an die populären Revuen Lissabons an und wurde ein enormer Erfolg. Er begründete das Genre der Comédia portuguesa, das für eine Hochphase des Portugiesischen Films sorgte.
Im Zuge des wachsenden Erfolgs wurden die Studios in Lumiar 1934, 1936 und 1944 weiter ausgebaut. 1936 hatte sich die Produktionsfirma Lisboa Filmes auf der benachbarten Quinta dos Ulmeiros angesiedelt, ihre beiden Studiogelände formten nun eine portugiesische Filmstadt und sie arbeiteten eng zusammen. 1955 übernahm die Tóbis auf staatliche Anordnung die Lisboa Filmes mit ihrem umfangreichen Filmarchiv und ihren Filmrechten. Die Tóbis zog in die neueren Einrichtungen der Lisboa Filmes und riss die ältesten ihrer Bauten ab.
Zunehmende Finanzprobleme, auch in Folge des Niedergangs des portugiesischen Kinos seit den 1950er Jahren, zwangen die Tóbis in den 1960er Jahren zu Grundstücksverkäufen. Um 1968 wurden die ursprünglichen Studios abgerissen und das Unternehmen verlegte seinen Schwerpunkt auf Entwicklung und Filmbearbeitung für öffentliche und private Auftraggeber. In den 1980er Jahren begann zudem eine Zusammenarbeit mit der Cinemateca Portuguesa, die gerade neue Projekte zur Restaurierung von Filmdokumenten anging.
2001 erkannte ein Gesetz die Bedeutung der Tóbis Portuguesa für das Land an und stellte das Archiv der Tóbis als Gut nationalen Interesses unter staatlichen Schutz.
In Zusammenarbeit mit der öffentlich-rechtlichen Fernsehanstalt RTP schaffte die Tóbis im Jahr 2004 Ausrüstung zur digitalen Bearbeitung und Restaurierung analoger Filmmaterialien an, und digitalisierte danach etwa 15.000 Stunden analoger Aufnahmen des RTP-Archivs. 2005 übernahm sie die Concept Films, jedoch konnte sie die weitere Entwicklung hin zu einem digitalen Unternehmen nicht vollenden, als 2007 der Vertrag mit der RTP endete. Mit einer Schuldenlast von fast 8 Mio. Euro und weggebrochenen Einnahmen drohte dem Traditionsunternehmen nun sein Ende.
Im Zusammenhang mit der rigiden Austeritätspolitik der Regierung Passos Coelho, in der schweren Wirtschaftskrise Portugals nach der Weltfinanzkrise nach 2007 und der 2010 folgenden Eurokrise, wurde 2010 der Beschluss der Regierung bekannt, auch die Tóbis zu privatisieren, an der der portugiesische Staat über sein Filminstitut ICA 96,4 % hielt. Es schlossen sich langwierige Klärungen um Archivzugänge, Verwertungen und Filmrestaurierungen, die parallel auch in anderen staatlichen Einrichtungen vorgenommen wurden (Cinemateca Portuguesa). 2019 hatte Tóbis ein Ergebnis von 1,5 Mio. Euro verzeichnet, bei Belastungen von noch immer 5,6 Mio. Euro. Der Regisseur José Fonseca e Costa, der in den 1990er Jahren die Tóbis leitete, mahnte alternative Sanierungskonzepte an und warnte vor einer Übernahme des Unternehmens durch Immobilienspekulanten.
2012 wurde die Tóbis an das angolanische Medienunternehmen Filmdrehtsich für 4 Mio. Euro verkauft. Das Unternehmen wurde von einer Gruppe angolanischer staatlicher und privater Unternehmer und Kapitalgeber gegründet, um die Tóbis zu übernehmen, darunter die staatliche Sonangol und die angolanische Tochter de portugiesischen Bank BCP Millenium. Das Archiv der Tóbis verblieb im Besitz der ICA, und historische Ausstattungsteile der Tóbis gingen an das Filmmuseum der Cinemateca Portuguesa. Im ehemaligen Hauptgebäude der Tóbis Entwicklungsstudios ist heute die ICA untergebracht, die Räume des 1940 errichteten Studio 1 der Lisboa Filmes werden an Theatergruppen und private Veranstalter vermietet (Stand 2017).